# Луїс Енріке
Луїс Енріке (ісп. Luis Enrique, нар. 8 травня 1970, Хіхон) — іспанський футболіст, півзахисник. Після завершення ігрової кар'єри — футбольний тренер, який, працюючи з «Барселоною», був визнаний найкращим тренером 2015 року за версією FIFA. З 2018 до 2022 року очолював тренерський штаб збірної Іспанії.
Як гравець насамперед відомий виступами за клуби «Реал Мадрид» та «Барселону», а також національну збірну Іспанії.

## Клубна кар'єра
Вихованець футбольної школи клубу «Спортінг» (Хіхон). Дорослу футбольну кар'єру розпочав 1989 року в основній команді того ж клубу, в якій провів два сезони, взявши участь у 36 матчах чемпіонату.
Своєю грою за цю команду привернув увагу представників тренерського штабу клубу «Реал Мадрид», до складу якого приєднався 1991 року. Відіграв за королівський клуб наступні п'ять сезонів своєї ігрової кар'єри. Більшість часу, проведеного у складі мадридського «Реала», був основним гравцем команди. За цей час виборов титул володаря Кубка Іспанії, ставав володарем Суперкубка Іспанії та чемпіоном Іспанії.
1996 року перейшов до головного конкурента «вершкових» — клубу «Барселона» на правах вільного агента. За каталонський клуб відіграв 8 сезонів. Граючи у складі «Барселони» також здебільшого виходив на поле в основному складі команди. У складі «Барселони» був одним з головних бомбардирів команди, маючи середню результативність на рівні 0,36 гола за гру першості. За цей час додав до переліку своїх трофеїв ще два титули володаря Кубка Іспанії, двічі ставав чемпіоном Іспанії, володарем Кубка Кубків УЄФА та володарем Суперкубка УЄФА. Завершив професійну кар'єру футболіста виступами за «Барселону» у 2004 році.

## Виступи за збірні
Протягом 1990–1991 років залучався до складу молодіжної збірної Іспанії. На молодіжному рівні зіграв у 5 офіційних матчах.
У складі збірної Іспанії U-23 брав участь в Олімпійських іграх 1992 року, на яких здобув золоті медалі.
1991 року дебютував в офіційних матчах у складі національної збірної Іспанії. Протягом кар'єри у національній команді, яка тривала 12 років, провів у формі головної команди країни 62 матчі, забивши 12 голів.
У складі збірної був учасником чемпіонату світу 1994 року у США, чемпіонату Європи 1996 року в Англії, чемпіонату світу 1998 року у Франції та чемпіонату світу 2002 року в Японії і Південній Кореї.

## Кар'єра тренера
Розпочав тренерську кар'єру, повернувшись до футболу після невеликої перерви, 2008 року, очоливши тренерський штаб команди «Барселона Б».
З 8 червня 2011 року по 10 травня 2012 року очолював тренерський штаб італійської «Роми», а протягом 2012—2014 років був головним тренером «Сельта».
19 травня 2014 року оголошений новим тренером іспанської «Барселони». Там він за один сезон виграв Лігу чемпіонів, Чемпіонат та Кубок Іспанії. А потім, також разом з «Барселоною», переміг у Суперкубку УЄФА.
11 січня 2016 року був визнаний найкращим тренером 2015 року за версією ФІФА.
28 серпня 2016 року «Барселона» здобула перемогу над «Атлетіком» (1:0), що дозволило Луїсу Енріке встановити світовий рекорд. Йому знадобилося всього 126 матчів, щоб здобути 100 перемог. Проте 1 березня 2017 року тренер оголосив, що не продовжуватиме співпрацю з «Барселоною» після завершення його контракту, чинного до літа того ж року.
9 липня 2018 року було офіційно оголошено, що Луїс Енріке очолив тренерський штаб національної збірної Іспанії, яка тижнем раніше вибула з боротьби на чемпіонаті світу, поступившись вже на стадії 1/8 фіналу господарям турніру, збірній Росії, у серії післяматчевих пенальті.
5 липня 2023 року Луїс Енріке офіційно заступив на посаду головного тренера французького Парі Сен-Жермен.
31 травня 2025 року «Парі Сен-Жермен» під його керівництвом, здобув першу в історії клубу перемогу в Лізі чемпіонів перегравши у фіналі міланський Інтер з рахунком 5:0.
13 серпня 2025 року «Парі Сен-Жермен» під його керівництвом, здобув першу в історії клубу перемогу в Суперкубку УЄФА перегравши англійський «Тоттенгем Готспур» по пенальті 4–3, основний час завершився внічию 2–2.
| Дата       | Місто                  | Господарі          | Результат | Гості                | Турнір            | Голи | Примітки |
| ---------- | ---------------------- | ------------------ | --------- | -------------------- | ----------------- | ---- | -------- |
| 17/04/1991 | Касерес                | Іспанія            | 0 – 2     | Румунія              | товариський матч  | -    |          |
| 13/10/1993 | Дублін                 | Ліхтенштейн        | 1 – 3     | Іспанія              | Відбір до ЧС 1994 | -    |          |
| 17/11/1993 | Севілья                | Іспанія            | 1 – 0     | Данія                | Відбір до ЧС 1994 | -    |          |
| 19/01/1994 | Віго                   | Іспанія            | 2 – 2     | Португалія           | товариський матч  | -    |          |
| 10/06/1994 | Монреаль               | Канада             | 0 – 2     | Іспанія              | товариський матч  | -    |          |
| 17/06/1994 | Даллас                 | Південна Корея     | 2 – 2     | Іспанія              | ЧС 1994           | -    |          |
| 21/06/1994 | Чикаго                 | Німеччина          | 1 – 1     | Іспанія              | ЧС 1994           | -    |          |
| 02/07/1994 | Вашингтон              | Іспанія            | 3 – 0     | Швейцарія            | ЧС 1994           | 1    |          |
| 09/07/1994 | Бостон                 | Італія             | 2 – 1     | Іспанія              | ЧС 1994           | -    |          |
| 12/10/1994 | Скоп'є                 | Північна Македонія | 0 – 2     | Іспанія              | Відбір до ЧЄ 1996 | -    |          |
| 16/11/1994 | Севілья                | Іспанія            | 3 – 0     | Данія                | Відбір до ЧЄ 1996 | 1    |          |
| 17/12/1994 | Брюссель               | Бельгія            | 1 – 4     | Іспанія              | Відбір до ЧЄ 1996 | 1    |          |
| 18/01/1995 | Ла-Корунья             | Іспанія            | 2 – 2     | Уругвай              | товариський матч  | -    |          |
| 22/02/1995 | Херес-де-ла-Фронтера   | Іспанія            | 0 – 0     | Німеччина            | товариський матч  | -    |          |
| 29/03/1995 | Севілья                | Іспанія            | 1 – 1     | Бельгія              | Відбір до ЧЄ 1996 | -    |          |
| 26/04/1995 | Єреван                 | Вірменія           | 0 – 2     | Іспанія              | Відбір до ЧЄ 1996 | -    |          |
| 07/06/1995 | Севілья                | Іспанія            | 1 – 0     | Вірменія             | Відбір до ЧЄ 1996 | -    |          |
| 06/09/1995 | Гранада                | Іспанія            | 6 – 0     | Кіпр                 | Відбір до ЧЄ 1996 | -    |          |
| 20/09/1995 | Мадрид                 | Іспанія            | 2 – 1     | Аргентина            | товариський матч  | -    |          |
| 11/10/1995 | Копенгаген             | Данія              | 1 – 1     | Іспанія              | Відбір до ЧЄ 1996 | 1    |          |
| 07/02/1996 | Лас-Пальмас            | Іспанія            | 1 – 0     | Норвегія             | товариський матч  | -    |          |
| 24/04/1996 | Осло                   | Норвегія           | 0 – 0     | Іспанія              | товариський матч  | -    |          |
| 09/06/1996 | Лідс                   | Болгарія           | 1 – 1     | Іспанія              | ЧЄ 1996           | -    |          |
| 15/06/1996 | Лідс                   | Франція            | 1 – 1     | Іспанія              | ЧЄ 1996           | -    |          |
| 04/09/1996 | Тофтір                 | Фарерські острови  | 2 – 6     | Іспанія              | Відбір до ЧС 1998 | 1    |          |
| 09/10/1996 | Прага                  | Чехія              | 0 – 0     | Іспанія              | Відбір до ЧС 1998 | -    |          |
| 13/11/1996 | Санта-Крус-де-Тенерифе | Іспанія            | 4 – 1     | Словаччина           | Відбір до ЧС 1998 | 1    |          |
| 14/12/1996 | Валенсія               | Іспанія            | 2 – 0     | Югославія            | Відбір до ЧС 1998 | -    |          |
| 18/12/1996 | Та-Калі                | Мальта             | 0 – 3     | Іспанія              | Відбір до ЧС 1998 | -    |          |
| 12/02/1997 | Аліканте               | Іспанія            | 4 – 0     | Мальта               | Відбір до ЧС 1998 | -    |          |
| 30/04/1997 | Белград                | Югославія          | 1 – 1     | Іспанія              | Відбір до ЧС 1998 | -    |          |
| 24/09/1997 | Братислава             | Словаччина         | 1 – 2     | Іспанія              | Відбір до ЧС 1998 | -    |          |
| 11/10/1997 | Хіхон                  | Іспанія            | 3 – 1     | Фарерські острови    | Відбір до ЧС 1998 | 2    |          |
| 28/01/1998 | Сен-Дені               | Франція            | 1 – 0     | Іспанія              | товариський матч  | -    |          |
| 25/03/1998 | Віго                   | Іспанія            | 4 – 0     | Швеція               | товариський матч  | -    |          |
| 13/06/1998 | Нант                   | Іспанія            | 2 – 3     | Нігерія              | ЧС 1998           | -    |          |
| 19/06/1998 | Сент-Етьєн             | Парагвай           | 0 – 0     | Іспанія              | ЧС 1998           | -    |          |
| 24/06/1998 | Ланс                   | Болгарія           | 1 – 6     | Іспанія              | ЧС 1998           | 1    |          |
| 05/09/1998 | Ларнака                | Кіпр               | 3 – 2     | Іспанія              | Відбір до ЧЄ 2000 | -    |          |
| 23/09/1998 | Гранада                | Іспанія            | 1 – 0     | Росія                | товариський матч  | -    |          |
| 14/10/1998 | Рамат-Ган              | Ізраїль            | 1 – 2     | Іспанія              | Відбір до ЧЄ 2000 | -    |          |
| 05/05/1999 | Севілья                | Іспанія            | 3 – 1     | Хорватія             | товариський матч  | -    |          |
| 05/06/1999 | Віла-Реал (Іспанія)    | Іспанія            | 9 – 0     | Сан-Марино           | Відбір до ЧЄ 2000 | 3    |          |
| 18/08/1999 | Варшава                | Польща             | 1 – 2     | Іспанія              | товариський матч  | -    |          |
| 04/09/1999 | Відень                 | Австрія            | 1 – 3     | Іспанія              | Відбір до ЧЄ 2000 | 1    |          |
| 08/09/1999 | Бадахос                | Іспанія            | 8 – 0     | Кіпр                 | Відбір до ЧЄ 2000 | -    |          |
| 10/10/1999 | Альбасете              | Іспанія            | 3 – 0     | Ізраїль              | Відбір до ЧЄ 2000 | -    |          |
| 13/11/1999 | Віго                   | Іспанія            | 0 – 0     | Бразилія             | товариський матч  | -    |          |
| 17/11/1999 | Севілья                | Іспанія            | 0 – 2     | Аргентина            | товариський матч  | -    |          |
| 26/01/2000 | Картахена              | Іспанія            | 2 – 1     | Україна              | товариський матч  | -    |          |
| 23/02/2000 | Спліт                  | Хорватія           | 0 – 4     | Іспанія              | товариський матч  | -    |          |
| 15/11/2000 | Севілья                | Іспанія            | 1 – 2     | Нідерланди           | товариський матч  | -    |          |
| 28/01/2001 | Бірмінгем              | Англія             | 3 – 0     | Іспанія              | товариський матч  | -    |          |
| 02/06/2001 | Ов'єдо                 | Іспанія            | 4 – 1     | Боснія і Герцеговина | Відбір до ЧС 2002 | -    |          |
| 06/06/2001 | Рамат-Ган              | Ізраїль            | 1 – 1     | Іспанія              | Відбір до ЧС 2002 | -    |          |
| 01/09/2001 | Валенсія               | Іспанія            | 1 – 0     | Австрія              | Відбір до ЧС 2002 | -    |          |
| 05/09/2001 | Вадуц                  | Ліхтенштейн        | 0 – 2     | Іспанія              | Відбір до ЧС 2002 | -    |          |
| 02/06/2002 | Кванджу                | Словенія           | 1 – 3     | Іспанія              | ЧС 2002           | -    |          |
| 07/06/2002 | Кванджу                | Іспанія            | 3 – 1     | Парагвай             | ЧС 2002           | -    |          |
| 12/06/2002 | Теджон                 | ПАР                | 2 – 3     | Іспанія              | ЧС 2002           | -    |          |
| 16/06/2002 | Сувон                  | Ірландія           | 1 – 1     | Іспанія              | ЧС 2002           | -    |          |
| 22/06/2002 | Кванджу                | Південна Корея     | 0 – 0     | Іспанія              | ЧС 2002           | -    |          |
| Усього     |                        | Матчів             | 62        |                      | Голів             | 12   |          |

## Титули і досягнення
| - Чемпіон Іспанії (3): «Реал Мадрид»: 1994–95 «Барселона»: 1997–98, 1998–99 - Володар Кубка Іспанії (3): «Реал Мадрид»: 1992–93 «Барселона»: 1996–97, 1997–98 - Володар Суперкубка Іспанії (2): «Реал Мадрид»: 1993 «Барселона»: 1996 - Володар Кубка Кубків УЄФА (1): «Барселона»: 1996–1997 - Володар Суперкубка УЄФА (1): «Барселона»: 1997 - Олімпійський чемпіон (1): Іспанія U-23: 1992 | - Чемпіон Іспанії (2): «Барселона»: 2014-15, 2015-16 - Володар Кубка Іспанії (3): «Барселона»: 2014-15, 2015-16, 2016-17 - Володар Суперкубка Іспанії (1): «Барселона»: 2016 - Переможець Ліги чемпіонів УЄФА (2): «Барселона»: 2014–15 «Парі Сен-Жермен»: 2024–25 - Володар Суперкубка УЄФА (2): «Барселона»: 2015 «Парі Сен-Жермен»: 2025 - Чемпіон світу серед клубів (1): «Барселона»: 2015 - Чемпіон Франції (2): «Парі Сен-Жермен»: 2023–24, 2024–25 - Володар Кубка Франції (2): «Парі Сен-Жермен»: 2023–24, 2024–25 - Володар Суперкубка Франції (2): «Парі Сен-Жермен»: 2023, 2024 |